# Liste d'attaques au catch
 (décembre 2009).
Si vous disposez d'ouvrages ou d'articles de référence ou si vous connaissez des sites web de qualité traitant du thème abordé ici, merci de compléter l'article en donnant les références utiles à sa vérifiabilité et en les liant à la section « Notes et références ».
Cet article présente une liste d'attaques utilisées au catch.

## Atemi
C'est une frappe sur la poitrine en utilisant les doigts de la main. Cette attaque peut faire assez mal et rend très souvent la poitrine de l'adversaire rouge.

### Edge chop
Appelé aussi backhand chop, l'attaque consiste à frapper la poitrine de l'adversaire de gauche à droite ou de droite à gauche avec le tranchant de la main. Cette technique, très utilisée, a été popularisée par Ric Flair.

### Double hand edge chop
Cette attaque consiste à un edge chop des deux mains. Ce coup a été popularisé par Ricky Steamboat et Kofi Kingston.

### Cleavage Choke
Comme le Bronco Buster, ce mouvement est plus employé pour des connotations comiques ou sexuelles. Le mouvement voit une lutteuse amener le visage d'une adversaire dans sa poitrine et l'étouffer pendant quelques secondes. Ce mouvement a été inventé et popularisé par la diva Jillian Hall de la World Wrestling Entertainment.

### Forehand chop
Parfois connu sous le nom de Frying pan chop ou encore de Openhand chop, l'attaquant frappe la poitrine de l'adversaire avec la paume. Cette prise est très utilisée par The Big Show, qui précède cette attaque d'une demande de silence pour entendre l'impact.

### Kesagiri chop
L'attaquant utilise un joechop diagonal pour frapper le cou de l'adversaire. Kenta Kobashi est connu pour utiliser cette attaque.
- Mongolian chop

Une variation du Kesagiri chop. Cela consiste en une sorte de double Kesagiri chop. Hiroyoshi Tenzan est connu pour utiliser cette attaque.

### Overhead chop
Appelé aussi Tomahawk chop ou encore Brain chop, l'attaquant frappe la tête de l'adversaire avec un backhand chop verticalement sur le front de la tête de son adversaire (prise popularisée par The Great Khali).

## Block

### Chop block
L'attaquant est d'abord derrière l'adversaire puis lui fonce dans les jambes (au niveau de l'articulation). Souvent utilisée pour des prises de soumission. Cette prise est très utilisée par Ric Flair.

### Shoulder block
Attaque avec l'épaule aussi appelée tackle. En français, l'attaque est nommée coup de bélier. C'est une des attaques les plus utilisées dans le monde du catch. L'attaquant court vers son adversaire en le poussant vers le bas avec l'épaule. Les poids lourds sont habitués à utiliser le shoulder block. Cette attaque peut s'effectuer sur deux personnes, comme un shoulder block normal mais l'attaquant utilise ses deux épaules pour pousser ses deux adversaires qui sont sur les côtés.
- Running Shoulder Block

Elle consiste à prendre de l'élan puis à s'élancer sur l'adversaire, l'épaule en avant pour le faire chuter. Cette attaque est le plus souvent utilisée par Big Cass .
- Flying Shoulder Block

Elle consiste à prendre de l'élan puis à sauter épaule en avant sur l'adversaire pour le faire chuter. Cette attaque est le plus souvent utilisée par John Cena en préparation de sa prise de finition.

## Charge

### Lou Thesz press
L'attaquant charge vers un adversaire et lui saute dessus jambes en avant. Cette attaque est inventée par Lou Thesz.

### Spear

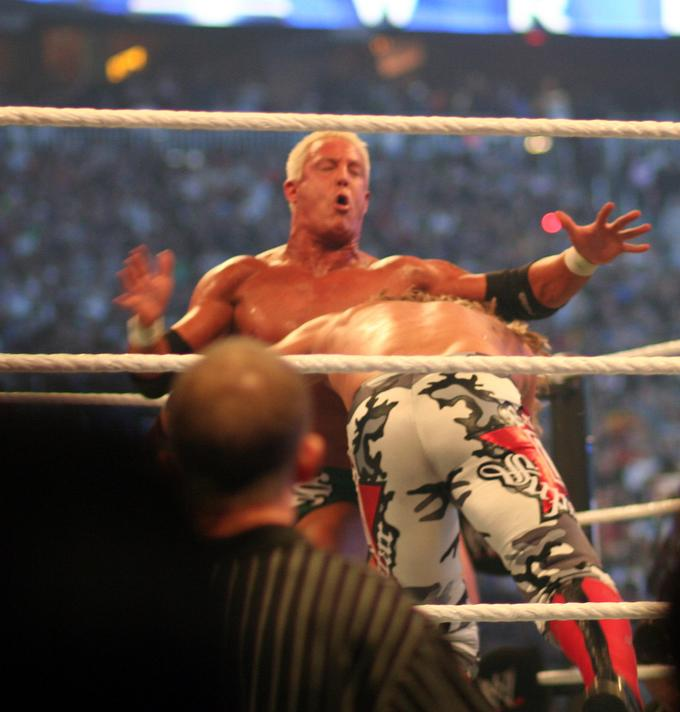
Edge effectuant un spear sur Mr. Kennedy.

Le Spear (« coup de la lance »), nommé également Shoulder block takedown, est un plaquage frontal de football américain. Cette prise consiste à foncer vers l'adversaire tête baissée au niveau de l'abdomen pour infliger un choc violent obligeant l'adversaire à s'écrouler vers l'arrière au moment de l'impact. Le Spear est notamment utilisé par Edge, Roman Reigns,  Bobby Lashley Batista encore Goldberg qui en font leur finisher.
- Irish spear

Cette charge, utilisée par Sheamus, consiste en un spear, mais plutôt que de se jeter sur l'adversaire, il soulève celui-ci puis fonce vers un coin du ring avec une table souvent posée dessus. 
- Gore

Rhino, utilise aussi une autre version du spear appelée Gore. Contrairement au spear qui est un plaquage, le lutteur n'attrape pas l'adversaire lors de l'impact, le gore consiste tout simplement à foncer tel un spear dans l'adversaire à l'aide de l'épaule.

### Turnbuckle thrust
L'adversaire est d'abord contre le turnbuckle, l'attaquant charge tête en avant et enfonce son épaule sur le ventre de son adversaire, geste souvent répété plusieurs fois. Prise très popularisée par Batista et Mason Ryan.

## Clothesline

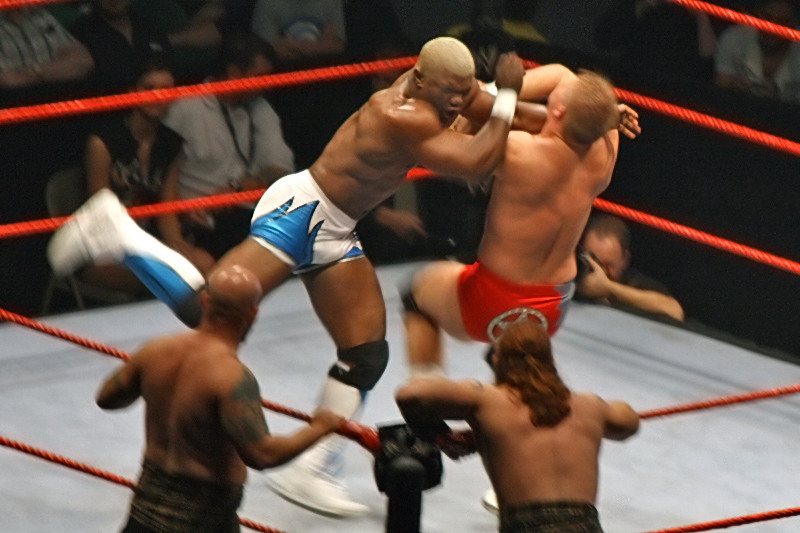
Shelton Benjamin (à gauche) effectue un Clothesline sur Lance Cade.

L'attaquant court vers son adversaire en prolongeant son bras parallèle au sol en frappant l'adversaire qui est sur le côté. Il ne doit pas être confondu avec le lariat. 
Pour porter une clothesline de telle sorte à ne pas blesser grièvement l’adversaire, les catcheurs placent leur bras en angle droit et visent les pectoraux au moment de l’impact. La chute et la vente par le catcheur recevant la clothesline donnent l’illusion que le coup est porté au niveau de la gorge.
On peut effectuer un clothesline en prolongeant les deux bras pour frapper deux adversaires aux deux côtés.
JBL utilisait la clothesline en tant que prise de finition, mais portée avec davantage de force et d'élan. Il accompagnait son adversaire dans la chute afin de donner cette impression de force et de brutalité. Cette variante est connue sous le nom de Clothesline from Hell.
Le coup de la corde à linge est très couramment utilisé pour contrer les attaques avec élan.

### Cactus clothesline
L'adversaire est contre les cordes, l'attaquant court vers lui et emploie une corde à linge qui projette l'adversaire hors du ring au-dessus de la 3e corde. Ce mouvement est habituellement employé dans les Royal Rumble matchs ou dans les Battles Royals. Le catcheur Dean Ambrose emploie régulièrement cette prise tôt dans le match, avant de se projeter à travers les cordes sur son adversaire.

### Corner clothesline
L'adversaire qui se repose sur un des coins du ring reçoit un clothesline de la part de son attaquant. La majorité des catcheurs exécutent le corner clothesline sur un adversaire presque inconscient. Roman Reigns l'utilise une fois et continue de frapper l'adversaire en restant devant lui.
The Miz utilise aussi une variante où il saute et il met ses jambes entre la 2e et la 3e corde tout en portant la Clothesline, il la nomme Miz Line.

### Diving Clothesline
Littéralement coup de la corde à linge plongeant. 
Un coup de la corde à linge généralement effectué en sautant de la deuxième ou troisième corde.
Cette prise est utilisée notamment par Shelton Benjamin et Kane.

### Flying clothesline
Le catcheur prend de l’élan dans les cordes et saute avant de porter le coup de la corde à linge. Les catcheurs tels que Roman Reigns, Dolph Ziggler et Apollo Crews l’emploient. The Undertaker l’employait également, en effectuant un salto avant.
La Hart Foundation utilisait une flying clothesline en prise de fin. Un membre l’équipe soulevait l’adversaire en position belly to belly, et l’autre prenait de l’élan dans les cordes pour ensuiter porter la clothesline.

### Short-arm clothesline
Popularisée par Jake The Snake Roberts. L'attaquant attrape un bras de l'adversaire puis le tire vers lui et effectue un clothesline.

### Discus Clothesline
Le catcheur effectue une rotation durant son élan pour amplifier la puissance de sa Clothesline. C'est une prise très utilisée par Natalya. Luke Harper l'utilise comme prise de finition, le Truckstop.

### Springboard clothesline

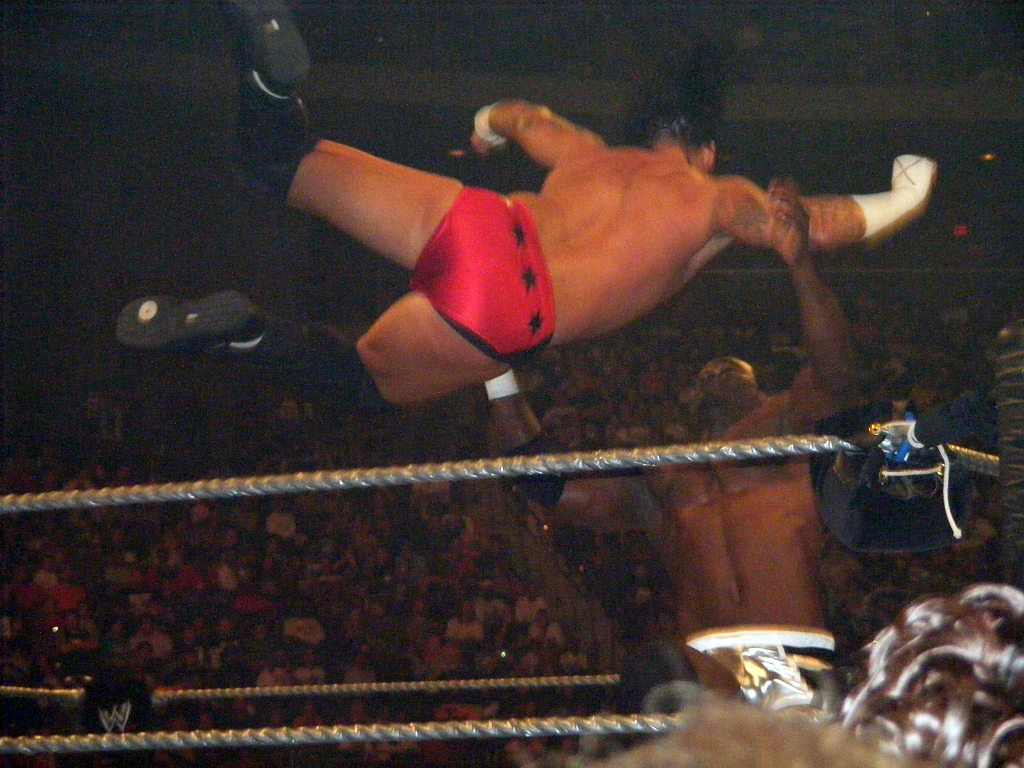
CM Punk effectuant le Springboard clothesline à Elijah Burke

Utilisée par CM Punk ou Kofi Kingston, le catcheur saute depuis les cordes pour atterrir en clothesline. Elle peut être portée depuis la troisième corde si effectuée depuis le tablier, ou depuis la deuxième corde si effectuée depuis le ring.

### Slingshot Clothesline
Le catcheur est positionné sur le tablier. Il saisit les cordes et effectue un salto avant pour atterrir sur le ring puis porte un coup de la corde à linge. Cette prise est utilisée par Logan Paul, et Adam Page, qui l’utilise comme prise de finition et la nomme Buckshot Lariat.

## Coup avec arme/objet
Il s'agit de frapper une personne avec une arme ou un objet. Dans les matchs normaux, les armes sont illégales, le catcheur qui l'utilise est directement disqualifié par l'arbitre.
Quelques exemples : coup de chaise, coup de kendo stick, coup de guitare (El Kabong, qui est la prise de finition de Jeff Jarrett) coup d'extincteur, coup de batte, coup de marteau/masse, coup de chaîne.

### Con-chair-to
Elle a été inventée par Edge et Christian et consiste à frapper d'une chaise la tête de l'adversaire, après en avoir glissé une autre en dessous. C'est un jeu de mots avec Concerto (Con-Chair-To). Edge a aussi modifié la prise lors de nombreuses occasion avec d'autres objets tel que des escaliers en acier (Survivor Series 2007 sur The Undertaker ou No way out 2009 sur Kofi Kingston) ou avec des échelles lors de nombreux TLC.

### Coast-to-Coast
Cette prise consiste à mettre une arme (généralement une poubelle ou une chaise) sur l'adversaire une fois placé dans le coin du ring ; ensuite l'attaquant monte sur la 3e corde et porte un dropkick sur l'arme. Elle a été inventée par Rob Van Dam qui l'a nommé Van Terminator qui l'utilise comme prise de finition (il ne monte pas toujours sur la 3e corde : il se met dans le coin opposé et prend de l'élan pour sauter contre l'arme et l'adversaire.) Shane McMahon l'utilise aussi. Cependant, lui utilise exclusivement le coast-to-coast du haut de la troisième corde. Tommy Dreamer utilise aussi ce mouvement, mais met une poubelle devant le visage de son adversaire.

### Van Daminator
Cette prise consiste à donner un objet à l'adversaire (le plus fréquemment une chaise) pour que ce dernier le mette devant son visage et que l'attaquant mette un coup de pied dans la chaise et que l'adversaire se prenne la chaise dans le visage. Elle a été popularisée par Rob Van Dam.

### Hip attack
Ceci se rapporte à un attaquant donnant un coup de hanche ou de fesses sur la poitrine ou le visage d'un adversaire s'asseyant contre le turnbuckle. C'était une des prises de finition d'Umaga.

### Stink Face
Cette attaque est habituellement dirty. L'adversaire étouffe son opposant assis dans le coin avec son derrière.
C'était la prise de finition de Rikishi, mais elle est utilisée aussi par des catcheuses comme Torrie Wilson, Candice Michelle et Kelly Kelly.

## Coup de genou
Coup de genou qui peut être porté à plusieurs endroits du corps. 

### Face Buster
Ceci se rapporte à un coup de genou sous le menton sur un attaquant penché en avant. Triple H a popularisé cette prise.
Les Bella Twins (Brie et Nikki) ont une variante qui consiste à donner un coup de pied au ventre de l'adversaire et à l'attraper par le cou avant de sauter. Elles atterrissent assises, les jambes assez écartées, alors que l'adversaire, quant à lui, heurte le sol la tête la première. Cette prise a aussi été utilisée par Velvet Sky à la TNA et Kelly Kelly a la WWE.
- Solo knee facebuster : Une autre version existe, l'attaquant agrippe la tête et l'abaisse puis, simultanément, donne un coup des genoux en sautant dans le visage.

### High knee
L'attaquant fonce vers son adversaire, saute et lève son genou frappant le visage de l'adversaire. Triple H l'utilise très souvent. C'est également la prise de finition de Elijah Burke, qui l'utilise contre son adversaire de dos dans le coin et qui la nomme D'Angelo Dinero Express (auparavant Elijah Express). Evan Bourne l'utilise sa variante : Jumping High Knee pour finir l'adversaire. Auparavant, Seth Rollins l'utilisait également comme prise de finition, effectuée du haut de la troisième corde. À noter que depuis plusieurs années, CM Punk en a fait une de ses techniques de prédilections, avec toujours un petit salut au public une fois l'adversaire coincé dans les coins du ring. Daniel Bryan utilise très récemment cette prise en tant que prise de finition sauf que lui court en direction de l'adversaire et envoie un violent coup de genou.

### Bicycle high knee
L'attaquant fonce sur l'adversaire comme un high knee mais la différence entre le high knee c'est que l'attaquant fait un bicycle qui se transforme en high knee strike.C'est la prise de signature de Mandy Rose.

### Kinshasa
L'assaillant envoie son genou dans la tempe de son adversaire ou dans le cou, qui se trouve debout ou agenouillé. Cette prise est utilisée par Shinsuke Nakamura qui l’appelle actuellement Kinshasa. (Autrefois Boma Ye)

### Knee Smash
C'est un coup qui, contrairement aux attaques précédentes, n'attaque pas avec le genou mais blesse le genou. L'attaquant peut utiliser cette prise lorsque l'adversaire est sur le ventre, il soulève le genou à plus de 50 centimètres de hauteur puis le projette vers le sol.

### Fireman's Carry Spin Out Knee Smash
L'attaquant prend le catcheur adverse en Fireman's Carry,puis le fait tourner en rond et plaque le haut du corps sur le genou.Tye Dillinger l'utilise en tant que prise de finition : le Tye Breaker.

### Running knee
L'attaquant fonce et donne un coup de genou sur la tempe, le visage ou le front de son adversaire assis ou agenouillé. William Regal l'utilise en tant que prise de finition qu'il appelle Knee Trembler. Daniel Bryan et Karl Anderson l'utilisent aussi.

## Coup de pied

### Backflip kick
L'attaquant se trouve devant l'adversaire, l'attaquant tourne le dos à son adversaire puis effectue un salto arrière pour lui donner un coup de pied au visage. Cette attaque s'est fait connaître grâce à Keiji Mutoh, et plus récemment par A.J Styles qui l'a appelé Pelé kick, après que le footballeur brésilien ait effectué le bicycle kick.

### Bicycle Kick
Le Bicycle Kick consiste (parfois sur un adversaire courant vers l'attaquant) à sauter en élevant un pied en l'air et juste après de lancer l'autre pied (celui qui a pris l'appui pendant le saut) le plus haut possible sur la tête de l'adversaire pour l'assommer et lui exploser la tête.
Utilisée actuellement par Sheamus comme prise de finition à la WWE sous le nom de Brogue Kick, mais aussi par Angelina Love à la TNA.

### Big boot
Également connu sous les noms de Big foot ou Yakuza kick (au Japon), c'est une des attaques les plus utilisées par les catcheurs. On effectue cette attaque en donnant un coup de pied violemment porté au visage ou à la partie haute du corps de l'adversaire.
Ce coup de pied est très apprécié par les catcheurs de grande taille. Cette prise est popularisée par Undertaker, Hulk Hogan et Kane, mais plusieurs autres catcheurs l'utilisent comme Wade Barrett, MVP, Great Khali ou encore Big Show  qui l'a nommé Player's Booth et des Divas comme Michelle McCool et Billie Kay .

### Calf kick
Le coup n'est pas porté par le pied, mais le mollet. Johnny Morrison utilise cette prise en courant (Running Calf Kick).

### Corkscrew Roundhouse Kick
Le Corkscrew Roundhouse Kick est un coup de pied dans le lutteur dans lequel il est debout fait un tour de 180° degré et le pied atterrit sur la tête de l’adversaire.

### Jumping corkscrew roundhouse kick
Appelé aussi Gamengiri. Un catcheur saute tout en tournant et donne un coup de pied au côté de la tête de son adversaire. Quelquefois confondu avec l'Enzuigiri. Ce mouvement a été popularisé par Toshiaki Kawada (sa prise de finition). Kofi Kingston l'utilise comme prise de finition (Trouble In Paradise).

### Enzuigiri
Cette attaque est très utilisée par les catcheurs japonais. Elle consiste à frapper d'un coup de pied le derrière de la tête d'une personne en sautant. C'est aussi une attaque favorite des poids-moyens. Elle est quelquefois confondue avec le Jumping High kick. Chris Jericho l'utilise couramment dans ses matchs en frappant dans la tempe de l'adversaire après avoir effectué un saut. Ressemble de très près au Shining Wizard. Très utilisée par Alberto el Patrón.

### Facewash
L'attaquant place l'adversaire en position assise dans le coin avec la tête entre la 2e et 3e corde. L'attaquant se projette alors dans les cordes et porte un big foot dans la tête de l'adversaire. Utilisé par Zack Ryder qu'il nomme Broski Boot.

### Football kick
Quelquefois, l'attaque se réfère au nom de Soccer kick. L'adversaire est assis par terre, l'attaquant lui donne alors un coup de pied dans le dos. utilisé par Daniel Bryan. Quand Rey Mysterio et Sin Cara était en équipe il l'ulitiliser comme prise Tag, Rey donnant un coup sur le torse et Sin dans le dos.

### Punt Kick
Aussi appelé Commotion Kick ou The Punt (coup de pied commotionnal), c'est un coup de pied qui consiste à donner un coup très violemment dans la tempe de l'adversaire qui essaye de se relever sur le ventre (coup de pied porté souvent après avoir pris de l'élan). Cette prise est popularisée par Randy Orton.

### Rolling wheel-kick
Appelé aussi, Rolling Koppou kick ou Abisegiri. L'attaquant fait une galipette en avant, puis donne un coup de talon au visage, à la poitrine ou au dos de son adversaire qui est debout ou à la nuque de son adversaire qui est penché. 

### Rope Flip Middle Corner Double Shoot Kick (coup de pied pendulaire)
L'attaquant est dans le coin puis l'adversaire arrive en courant. Ensuite l'attaquant se met entre la deuxième et la troisième corde de sorte à effectuer un double shoot kick. L'utilisateur le plus connu est Christian, l'utilisant sous le nom de Pendulum kick. Kofi Kingston utilise une variante car lui l'utilise avec davantage de vitesse.

### Savate kick
L'attaquant donne un coup de pied dans le menton ou dans la tête de l'adversaire après avoir tourné à 180° vers l'arrière. C'est l'une des prises favorites de RVD

### Scissors Kick/Axe Kick
Ce mouvement voit le catcheur se lancer dans les cordes pour ensuite viser l'adversaire qui est au centre du ring, ce dernier ayant préalablement la tête à l'horizontal (souvent à genoux), l'attaquant coince la tête de l'adversaire entre le sol et une de ses jambes, cette dernière s'abattant violemment sur le cou de l'adversaire, le forçant à s'écraser. Ce mouvement est appelé ainsi à cause de la ressemblance entre le mouvement des jambes et celui d'un ciseau que l'on ferme. Booker T, R-Truth, Alicia Fox l'utilisent en tant que prise de finition.

### Scissors Dropkick
Utilisé une fois lors d'un match à Smackdown par Kofi Kingston. L'attaquant saute et claque la tête de l'adversaire entre ses deux pieds.

### Shattered Dreams
L'adversaire est au coin les jambes entre la deuxième et troisième corde.L'attaquant donne un violent coup aux parties intimes de l'autre.Cette prise risque la disqualification si elle est faite devant l'arbitre.C'est la prise de finition de Goldust.

### Shining Wizard
Attaque inventée et nommée par le japonais Keiji Mutoh dont il se sert comme prise de finition. Le but est de frapper le côté de la tête de l'adversaire avec le genou ou le tibia, avec un genou posé par terre après que l'attaquant a posé son pied sur le genou avant d'effectuer cette attaque.
Gregory Helms a aussi utilisé cette attaque comme sa prise de finition, ainsi que MVP ou encore CM Punk. Cette prise est souvent utilisée par des catcheurs légers qui exécutent des prises aériennes, ou des Divas comme AJ.

### Shoot kick
Coup de pied du style kick-boxing qui consiste à viser le visage ou la poitrine de l'adversaire. Très employée par les Japonais et/ou par les catcheurs du style shoot wrestling.

### Spinning High Kick
Cette prise consiste à faire un tour sur soi-même sur un pied et de porter un High Kick avec son autre pied. Cette prise est utilisée actuellement par Shelton Benjamin.

### Spinning heel kick
C'est un coup de pied exécuté de sorte que l'attaquant saute et tourne verticalement en faisant 180° en donnant un coup de pied au visage, à la poitrine, au cou, au dos ou au ventre de l'adversaire.
Cette prise est généralement utilisée par les Divas Candice, Michelle McCool et Mickie James et AJ Lee.

### Springboard kick
Le Springboard Kick est un kick qui consiste à d'abord rebondir sur les cordes puis à donner un coup de pied dans la tête de l'adversaire très utilisé par Cody Rhodes qui l'appelle Disaster Kick et Johnny Morrison qui l'appelle Chuck kick,

### Stomp
Coup de pied direct sur le corps d'un adversaire couché au sol.
Le double stomps, s'exécute comme un stomps, mais avec les deux pieds joints. KaVal utilise le double stomps comme finition qu'il nomme "The Warrior Way",à la différence qu'il l'exécute du haut d'un coin.
Seth Rollins utilise une variante, le Running Pushing Stomp, lorsque son adversaire est à genoux, il court vers son adversaire et lui applique un stomp directement sur le haut du crâne pour lui éclater le visage par terre. C'est son ancienne prise de finition qu'il nomme Curb Stomp. Cette prise a été bannie en 2015 car la WWE ne souhaite pas que les jeunes fans  l'immite . Mais Seth Rollins l'a réutilisé en 2018 ce qui nous fait croire que cette prise est de nouveau autorisée par la WWE 

### Superkick

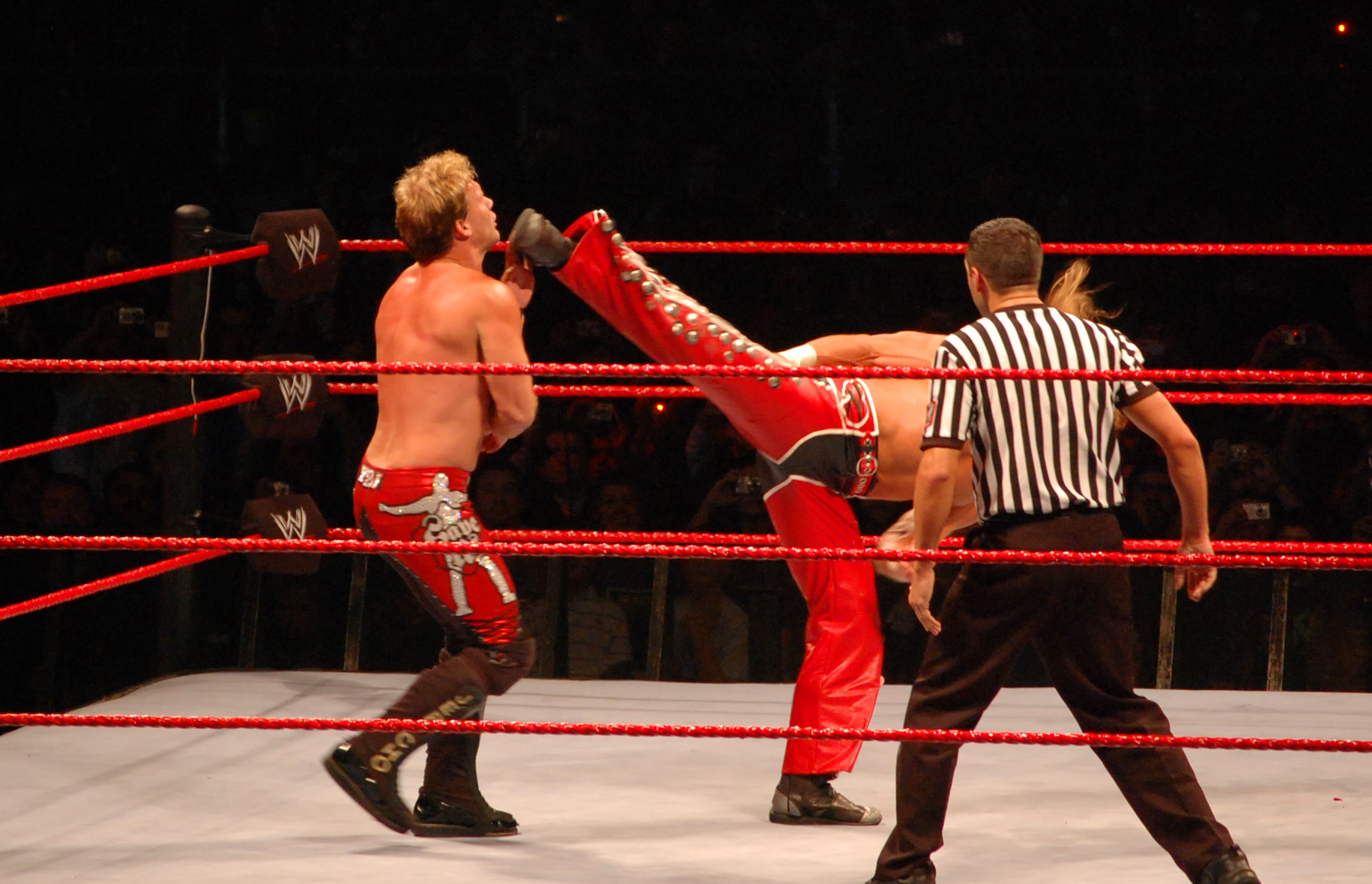
Shawn Michaels réalisant un superkick sur Chris Jericho.

Coup de pied envoyé debout sur le visage de son adversaire. Le corps de l'attaquant part légèrement en arrière pour pouvoir monter la jambe jusqu'au visage de son adversaire, qui est le plus souvent debout (mais il peut être agenouillé). La prise a été inventée au début des années 1980 par "Gentleman" Chris Adams, catcheur au sein de la World Class Championship Wrestling.
La prise a été popularisée par Shawn Michaels qu'il utilisa comme prise de finition et renomma Sweet Chin Music. Les Young Bucks sont également des adeptes de cette prise. Dolph Ziggler en a fait sa prise de finition. James Ellsworth utilise aussi le superkick parodiant le Sweet Chin Music en l'appellant "No Chin Music"

### Tiger Feint Kick
Coup de pied envoyé sur la tête de l'adversaire.

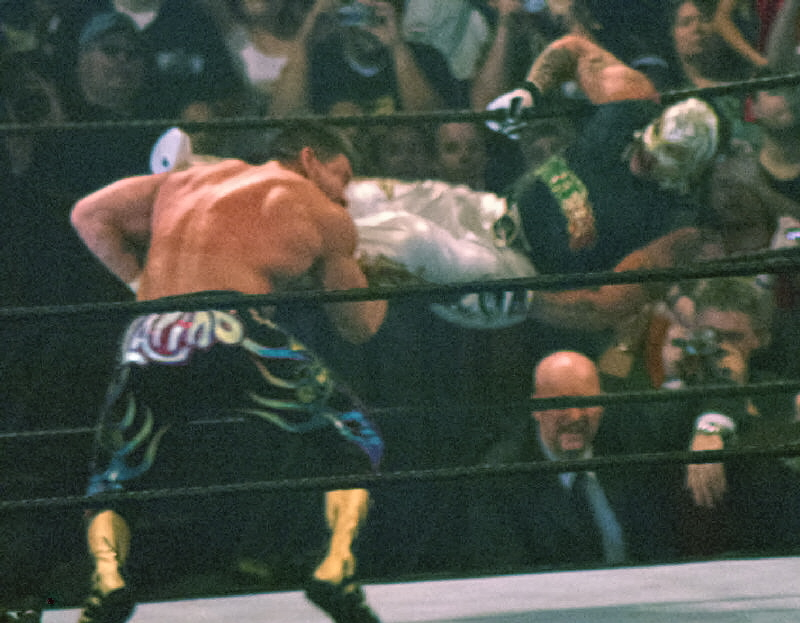
Rey Mysterio exécutant le 619.

Lorsque l'adversaire est sonné mais encore debout, l'attaquant s'approche de lui, fait un demi-cercle avec sa jambe ce qui fait tomber celle de l'adversaire qui doit tomber entre la 2e et la 3e corde, l'attaquant fonce avec élan vers l'adversaire qui est sur les cordes et applique encore un demi-cercle, mais cette fois-ci en s'aidant des cordes pour donner un violent coup de pied sur le visage ce qui fait tomber l'adversaire en arrière, au moment où il se relève, l'attaquant applique un senton ou un hurricanrana. 
Cette prise tire son nom à celui de son inventeur, Tiger Mask, qui en fait sa prise de finition.
Elle est aussi popularisée par Rey Mysterio qui en fait sa prise de finition en l'appelant le 619 en hommage au code postal de San Diego d'où il est originaire. Cesaro l'utilise aussi, il a nommé la prise le Swiss-One-Nine en hommage à Rey Mysterio

### Toe Kick
L'attaquant donne un coup de pied au bas du torse de son adversaire légèrement au-dessus de l'aine(parties sensibles).

### Turnbuckle Dropkick
Prise popularisée par Jeff Hardy qui consiste à, quand l'adversaire est assis contre le turnbuckle, prendre appui sur la 3e corde et porter un dropkick dans le torse de l'adversaire.

## Coup de poing ou d'avant-bras

### Elbow Smash
L'attaquant donne un horrible coup de coude dans la tempe, le nez ou la mâchoire de l'adversaire. Wade Barrett créa une version ou il l'attrape en Straight jacket avec une main, "déroule" le bras de l'adversaire afin qu'ils se retrouvent face à face et tire la cible vers lui tout en délivrant le violent coup de coude dans la tempe. Il le nomme The Bullhammer et il utilise comme prise de finition. Kelly Kelly utilise cette prise en faisant une rondade, plus souvent rondade flip arrière et donne le coup à l'adversaire, situé au coin du ring. Elle nomme cette prise The Kelly Killer

### European uppercut
Connue aussi sous le nom de Forearm uppercut ou manchette à l'européenne, cette attaque consiste à donner un coup d'avant-bras sous le menton lorsque l'attaquant agrippe la tête de son adversaire et la baisse pour pouvoir le frapper. Cette prise était régulièrement utilisée par Michelle McCool, Randy Orton, Christian.
Cesaro utilise diverses variantes du European Uppercut, dont il en a fait sa spécialité comme le Diving European Uppercut, le Spinning European Uppercut mais surtout l'une de ses prises favorites est leVery European Uppercut durant lequel il décolle son adversaire du sol pour lui porter un European Uppercut à la retombée.

### Flying Punch
À ne pas confondre avec la flying clothesline, elle consiste ici à donner un coup de poing durant un saut sur le visage de l'adversaire. Cette prise est l'une des prises favorites de Roman Reigns, le Superman Punch

### Knockout Punch
Coup de poing où l'on concentre toutes ses forces afin de mettre l'adversaire K.O. Ce coup de poing a été popularisé par le Big Show, qui en a fait sa prise de finition sous le nom de Weapon of Massive Destruction (WMD). Michael Tarver utilise aussi cette prise de finition qu'il a nommé Kill Shot.

### Throat thrust
Ceci se rapporte à un coup de doigt ou de la pointe de la main directement sur la gorge. Umaga a une version qui consiste à donner un coup de pouce dans la gorge, il l'a nommée Samoan Spike, dont il se servait comme prise de finition.

### Uppercut
Coup de poing utilisé dans la boxe, le bras utilisé est loin en dessous de la tête de l'adversaire au départ puis remonte pour donner un coup de poing sur le menton de l'adversaire.
Dans le catch, l'Uppercut est popularisé par Undertaker et Kane qu'ils peuvent aussi porter au niveau du ventre.

## Coup de tête

### Battering ram
Cette attaque ressemble à un Spear. L'attaquant fonce sur son adversaire et abaisse sa tête pour l'enfoncer dans son abdomen. C'est une des prises de finition de Vladimir Kozlov, Brodus Clay l'utilise aussi . 

### Headbutt
Coup de tête visant la tête de l'adversaire. Généralement utilisé par Mark Henry, Drew McIntyre ou encore  The Big Show.

### Trapping headbutts
L'attaquant attrape les deux bras de son adversaire, puis lui donne une série de headbutts sur son front ou sur son visage qu'il ne peut parer. Cette prise est popularisée par Vladimir Kozlov.

## Crossface
Le crossface est une prise de soumission popularisée par Chris Benoit qui en fit sa prise de finition (Crippler Crossface). Elle consiste à prendre le bras de l'adversaire, qui est sur le dos, entre ses jambes et de tirer avec les bras sur la tête et la nuque de son adversaire, provoquant une grande douleur à la nuque.
Daniel Bryan utilise une variante du crossface, appelée LeBell Lock (qu'il a renommée Yes Lock depuis avril 2012), qui consiste à porter une omoplate au lieu de tenir le bras entre les jambes.

## Drops
Un drop est une attaque au catch qui consiste à frapper en sautant dans n'importe quelle partie du corps de l'adversaire qui est au sol.

### Bionic elbow
L'adversaire est à genoux (pas forcément) puis l'attaquant lui donne un coup de coude sur le crâne.
Cette prise a été popularisée par Dusty Rhodes.

### Butt drop
Identique à un Seated senton, mais elle se réfère plutôt à une contre-attaque sur un sunset flip. Cette prise est parfois utilisée par Mr Kennedy de la WWE.

### Chop drop
Le catcheur tombe en avant, ou saute vers le haut et se laisse tomber vers le bas, en frappant un adversaire à terre avec son avant-bras pendant l'atterrissage. The Worm, la prise de finition de Scotty 2 Hotty, est un Chop drop précédé par un style qui voit le sautillement de Scotty sur une jambe quatre fois (pendant que la foule chante W-O-R-M), la danse du ver en se déplaçant vers l'adversaire et le balancement de ses bras juste avant de porter le chop drop, alors que son adversaire est étendu immobile au sol.

### Elbow drop
L'elbow drop est une descente du coude. Le dos et la poitrine sont les parties les plus touchées. Cette prise a été popularisée par Shawn Michaels. Une variation existe, c'est le pointed elbow drop, cette attaque consiste à lever les deux bras, au lieu d'un seul comme pour l'Elbow Drop, et tomber en avant pour infliger un simple ou double coup de coude à son adversaire. 
C'était la prise de finition de The Rock (qui la nommait People's Elbow) et de Mae Young.
C'est aussi celle de MVP qu'il nomme le Ballin' elbow.
- Diving elbow drop

Il s'agit d'un elbow drop porté depuis une hauteur, généralement depuis le coin du ring. Cette prise a été popularisée par Shawn Michaels, CM Punk et Randy Savage.
- Jumping elbow drop

Il s'agit d'un elbow drop porté avec l'élan pris par un saut. Cette prise est utilisée par Dolph Ziggler.

### Elbow smash
L'attaquant donne un coup de coude dans la joue ou sur le nez de l'adversaire. Popularisée par Kelly Kelly qui l'exécute (pendant que l'adversaire est dans un des coins du ring) en réalisant une rondade (souvent suivie d'un flip arrière) et s'écrase sur l'adversaire en elbow smash. Elle le nomme le Kelly Killer.

### Flying Forearm Smash
Lorsque le catcheur s'élance vers l'adversaire (parfois après s'être lancé dans les cordes pour prendre de l'élan), celui-ci est dans les airs et retombe sur l'adversaire en exécutant un forearm smash.
Cette prise est très utilisée par Shawn Michaels qui la succédait toujours d'un saut carpé.
- Springboard flying forearm smash

Le Springboard Forearm est une variante du coup. Après un rebond springboard sur une corde le forearm smash est appliqué sur l'adversaire. C'est une des prises de finitions du catcheur AJ Styles, qu'il appelle Phenomenal Forearm
- Corkscrew Flying Forearm Smash

Le Corkscrew Flying Forearm Smash est également une variante du coup, porté en tournant sur soi-même. Il s'agit d'une des prises de finitions du catcheur R-Truth, appelée Lie detector.

### Forearm smash
L'attaquant frappe l'adversaire avec l'avant-bras (souvent sur la poitrine ou le visage) afin de le forcer à tomber au sol.

### Fist drop
Un fist drop est un coup de poing porté sur un adversaire au sol dans une partie du corps (généralement dans le visage).
- Delayed fist drop

Il s'agit d'un fist drop porté avec le bras tendu en arrière du corps, ce qui fait que le coup est porté alors que l'attaquant est déjà à terre. Elle est très popularisée par John Cena, qui la nomme Five Knuckle Shuffle, il l'utilise comme signature.
- Diving fist drop

Il s'agit d'un fist drop porté depuis une hauteur, généralement depuis le coin du ring. C'est la prise de finition de Jerry Lawler.
- Falling fist drop

Il s'agit d'un fist drop porté en tombant. Elle est notamment utilisée par Ted DiBiase.

### Forearm drop
Un Forearm drop est un coup d'avant-bras porté sur un adversaire au sol dans n'importe quelle partie du corps.

### Headbutt drop
Un Headbutt drop est une attaque de la tête avec le front, l'attaquant chute librement sur un adversaire au sol conduisant son front sur n'importe quelle partie du corps.

### Hell-bow drop
Le catcheur force l'adversaire à se mettre à 4 pattes, il grimpe sur le dos de l'adversaire, saute et laisse tomber son coude sur le cou de l'adversaire. Ce mouvement a été inventé et nommé par The Original Sin.

### Knee drop
Un knee drop est une descente du genou, l'attaquant saute sur un adversaire qui est au sol et écrase son genou dans n'importe quelle partie du corps durant l'atterrissage.
Il existe deux variantes :
- Jumping Knee Drop : L'attaquant est en hauteur et saute sur son adversaire qui est au sol. Alexa Bliss utilise cette prise, mais elle, elle enchaîne ensuite directement d'un Standing Moonsault Knee Drop. Elle l'appelle Insult to Injury.

- Standing Moonsault Knee Drop : L'attaquant est dos à l'adversaire qui est au sol. Le catcheur fait ensuite un Standing Moonsault. Mais au lieu d'utiliser son ventre pour atterrir sur le catcheur adverse, l'athlète plie ses deux genoux et tombe avec sur l'ennemi.

### Leg drop
La cuisse de l'attaquant exécutant la prise s'écrase sur le cou de l'adversaire à terre et cela lui coupe la respiration. Prise popularisée par Hulk Hogan, qui s'en servait comme prise de finition (appelée Atomic Leg Drop) et qui a été reprise par Fandango qui l'a nommée Maine Jam. Il existe beaucoup de variantes (Diving, running springboard, etc.)
Il existe une variante qui se nomme Showstopper. L'adversaire est debout, l'attaquant met sa jambe sur le torse et l'écrase violemment au sol. C'est une des prises de signature du Big Show et la prise de finition de Summer Rae.

### Spinning facelock elbow drop
C'est n'importe quelle descente du coude exécutée après application d'un facelock, la variation la plus largement connue est une Inverted Facelock Elbow Drop où un lutteur attrape son adversaire dans un inverted facelock, et puis tourne à 180°, laissant tomber le coude sur la poitrine de l'adversaire, l'envoyant au tapis. Une autre variation de ce mouvement voit l'exécuteur utiliser son bras entier comme lasso au lieu du coude. Muhammad Hassan a précédemment employé une variation de front facelock de ce mouvement, qu'il a appelée le Finising Touch.

## Lariat
Un lariat est une attaque de catch utilisant son avant bras. Très ressemblant au clothesline avec lequel il est souvent confondu, ce qui rend difficile la distinction des deux attaques. Un lariat consiste à mettre son adversaire K.O alors que la clothesline consiste à l'envoyer au sol.  
"Clothesline is something that knocks you down. Lariat is something that knocks you OUT." William Regal
On peut aussi frapper la nuque de l'adversaire. De cette façon, le lariat est appelé Northern lariat ou Enzui lariat. 
Ce genre d'attaque est assez utilisé comme prise de finition au Japon (Puroresu), un hommage au strong style wrestling et au catcheur de légende, l'américain Stan Hansen qui utilisait le lariat en tant que prise de finition. De nos jours Ryback l'utilise comme prise signature. Elle est également très utilisée par Dean Ambrose qui lui rebondit entre la deuxième et la troisième corde avant d'assener un violent lariat
Une autre sorte de lariat voit un attaquant saisir la tête ou les cheveux de son adversaire avant de lui porter un lariat. Dans ce cas-là, l'attaque est appelée Short-range lariat ou Burning lariat, en hommage à Kenta Kobashi qui en fait sa prise de finition. Skip Sheffield (ancien membre de la Nexus) la nomme lariat, c'est sa prise de finition.

### Bell Clap
Le lutteur attaquant gifle les deux oreilles d'un adversaire simultanément avec les paumes de ses mains, le déséquilibrant. Souvent utilisé pour échapper à une prise de l'ours. Cette manœuvre est utilisé par Austin Aries

### Crooked arm lariat
Un attaquant l'effectue en courant vers un adversaire, tend le coude de 50-−90° et enroule son bras autour de la tête de l'adversaire, le forçant à le faire tomber. Connu aussi sous le nom de Ax Bomber au Japon. Elle est utilisée par Hulk Hogan comme une de ses prises de finition.

### Lariat takedown
L'attaquant court vers son adversaire et enroule son bras sur son cou et balance ses jambes devant pour abaisser l'adversaire grâce à son élan.

### Leg lariat
Connu aussi sous le nom de Jumping leg lariat, l'attaquant court vers son adversaire et le frappe avec la jambe au cou ou à la tête. JTG l'utilise en sautant sur son adversaire depuis la seconde/troisième corde. C'est aussi le Rough Ryder, finisher de Zack Ryder.

### Rebound Lariat
L'adversaire se sert des cordes pour amplifier son élan avant de s'élancer et de lui porter un lariat. Très utilisé par Dean Ambrose avant d'utiliser sa prise de finition, sauf que lui rebondit entre la deuxième et la troisième corde.

### Short-arm lariat
L'attaquant attrape un bras de l'adversaire puis le tire vers lui pour lui effectuer un lariat.

## Splash
L'attaquant se met de côté par rapport à son adversaire qui est au sol et s'élance d'un bond pour l'écraser. Cette prise est plutôt préférée par les catcheurs de forte corpulence.

### Big splash
Le Big splash ou Vertical Splash est une attaque employée au catch. Pour l'exécuter, il faut courir vers son adversaire et l'écraser avec tout le poids du corps en sautant sur la victime. C'est une constante pour les poids lourds ou des catcheurs de grande taille. Elle est particulièrement utilisée par Mark Henry, c'était la prise de finition de l'Ultimate Warrior et elle était utilisée par André the Giant. Depuis 2012, c'est la prise de finition de Brodus Clay qui la nomme The Falls Of The Humanity

### Body avalanche
Le catcheur se précipite sur son adversaire adossé au coin du ring, et l’écrase contre les tendeurs de câbles. S’exécute sans sauter (pour la variante en sautant, voir « Stinger splash »). Généralement affectionné par les catcheurs grands et lourds.

### Bronco buster
Ceci est un senton porté à un adversaire assis dans le coin, popularisé par X-Pac, Goldust et Rey Mysterio & Kofi Kingston (qui l'enchaine de quelque coup de poing et d'un monkey flip). Le type de Bronco est normalement traité en tant qu'ayant des connotations comiques ou sexuelles, plutôt que comme mouvement légitimement douloureux. Il est souvent employé par les lutteurs féminins pour exciter les spectateurs. C'est une des prises favorites des divas Maria Kanellis et Carmella  . 

### Cannonball
L'adversaire est d'abord assis dans un turnbuckle, alors l'attaquant fait un saut périlleux de 180°, écrasant l'adversaire avec le dos. En même temps, l'adversaire reçoit l'attaque mais se prend aussi le coin dans la tête. Kevin Owens popularise cette prise à la WWE.

### Moonsault
Utilisé par des catcheurs agiles tel que Rey Mysterio, Matt Hardy, Jeff Hardy ou encore Shawn Michaels, l'attaquant exécute un backflip pendant que l'adversaire est couché par terre tout en tenant ses jambes et atterrit sur son ventre. Popularisé par Chris Jericho qui se sert de la deuxième corde comme un ressort avant d'exécuter le Moonsault. Il l'a nommé Lionsault. C'était aussi la prise de finition de Vader qui l'a nommé Vadersault.
C'est aussi la prise de finition de John Morrison, celui-ci qui, monte sur le 3e turnbuckle et exécute sa variation, le Starship Pain, où il ne saute pas mais utilise les cordes pour tourner. Le nom "académique" est Split-legged Corkscrew Moonsault. C'est aussi la prise de finition d'Eve qui l'a nommé Eve-Sault

### Seated senton
L'attaquant saute sur son adversaire couché à terre, puis celui-ci se met dans une position assise et écrase l'adversaire avec les fesses. Souvent employée par des poids lourds, notamment Umaga et Rikishi Appelée aussi Butt drop pour Umaga et Standing Senton Bomb pour Rikishi , mais elle se réfère plutôt à une contre-attaque sur un sunset flip.

### Senton
Comme un big splash, sauf que l'attaquant saute au-dessus de l'adversaire couché à terre et tombe en arrière sur son dos pour l'écraser. Connu aussi sous le nom de Senton Splash ou Back Splash.
Une autre variation voit un attaquant sauter au-dessus de l'adversaire couché à terre depuis la troisième corde en général et exécuter un somersault (front flip) et tomber le dos sur l'adversaire. Appelé aussi Somersault Senton, Front flip Senton ou encore Rolling Senton. Technique popularisé par Mr.Kennedy (Kenton Bomb) qui utilise cette technique en prise de finition ou encore par Jeff Hardy qui l'as nommé Swanton Bomb.

### Standing corkscrew senton
L'attaquant exécute un backflip puis tourne de 180° avant de tomber sur le dos pour écraser l'adversaire.

### Stinger splash
Comme un body avalanche, l'attaquant charge vers un adversaire qui se repose sur le coin du ring. Il saute alors le plus haut possible pour l'écraser. Sting l'a inventée et nommée.

## Attaques illégales
Les attaques illégales sont la plupart du temps utilisées par les catcheurs heels, utilisant l'attaque lorsque l'arbitre a le dos tourné ou quand il est au sol.

### Eye Poke
L'attaquant donne un coup de doigt dans l'œil ou les yeux de l'adversaire. La plupart du temps, l'attaquant utilise un coup de fourche (l'index et le majeur tendus).

### Hangman
L'attaquant, à l'opposé des cordes, saisit la tête de l'adversaire et il la baisse, forçant la gorge à se prendre les cordes. C'est une attaque illégale en raison de son utilisation de la corde. Utilisée par Christian précédé d'une provocation pour avertir ses peeps.

### Low blow
Le catcheur qui utilise cette attaque est disqualifié. Employé plutôt par des femmes envers un catcheur (homme) ou par des catcheurs heels ou dirty, l'attaque consiste à viser l'entrejambe en donnant un coup de pied, de poing, de genou ou un coup d'avant-bras...
C'est une prise favorite de Chyna. Durant le match à Hell in a Cell entre CM Punk et Ryback, l'arbitre Brad Maddox utilisa un Low Blow pendant que Ryback preparait son Shell Shocked, ce qui lui coûta la victoire.

### Power of the Punch
Utilisé par William Regal, le catcheur risque une disqualification s'il utilise cette prise. L'attaquant met un poing américain dans sa main et frappe l'adversaire avec.